# Ритмічність у мінералах
Ритмічність у мінералах (рос. ритмичность у минералах, англ. rhythm in minerals, нім. Rhythmik f in den Mineralen) – ритмічне чергування в мінералах смуг, кілець і шарів, що мають різний хімічний склад, колір та інше, викликане ритмічними (періодичними) процесами. Типовим прикладом ритмічності є кільця Лізеганга. 